# Vojvodina Kranjska
Vojvodina Kranjska (nemško Herzogtum Krain, madžarsko Krajna) je bila cesarska posest Svetega rimskega cesarstva, ustanovljena pod Habsburžani leta 1364 na ozemlju predhodne vzhodnofrankovske Kranjske krajine. Kot dedna dežela Habsburške monarhije je leta 1804 postala dežela Avstrijskega cesarstva ter do leta 1849 Ilirskega kraljestva. Kot samostojna kronska dežela od leta 1849 dalje je leta 1867 postala del avstrijske polovice Avstro-Ogrske vse do propada države leta 1918. Glavno mesto Kranjske je bila Ljubljana.

## Geografija
Meje zgodovinske pokrajine Kranjske so se skozi zgodovine spreminjale. V obdobju povzdiga v vojvodino se je južna meja nahajala v jugovzhodni periferiji Svetega rimskega cesarstva, kjer so Gorjanci z reko Kolpo tvorili mejo s Kraljevino Hrvaško.
Na severu je čez Predel ter Fužine ob glavnem delu Karavank do Jezerskega mejila na Vojvodino Koroško. Na severovzhodu in vzhodu je mejila na Vojvodino Štajersko, natančneje na ozemlje, ki je do leta 1456 pripadalo grofom Celjskim. Na zahodu so vrhovi Julijskih alp tvorili mejo z zgodovinsko Furlanijo, ki je do leta 1433 prešla pod oblast Beneško republiko. Ozemlje onkraj Dinarskega gorstva na jugozahodu je pripadalo grofom Goriškim, leta 1754 pa je postalo kronska dežela Goriška in Gradiška, del ozemlja katere se danes nahaja v Slovenskem primorju. Ostanek Mejne grofije Istre ter Brkini so bili prav tako pod upravo Kranjske.
V svojem poslednjem obsegu, ki je bil določen letan 1815, je vojvodina obsegala 9.904 km². Leta 1914 je pred začetkom prve svetovne vojne štela nekoliko manj kot 530,000 prebivalcev.

### Upravna delitev
Po topografiji Slave Vojvodine Kranjske Janeza Vajkarda Valvazorja se je Kranjska tradicionalno navadno delila na tri enote: 
- Gorenjsko, gorato regijo na severu,
- Dolenjsko, jugovzhodno regijo, ki je vključevala tudi Belo Krajino ter ozemlje nekdanje Slovenske marke, ter
- Notranjsko na jugozahodu.

Do leta 1860 je ozemlje treh regij sovpadalo z ozemljem Ljubljanske, Novomeške ter Postojnske kresije. Slednje so bile zatem razdeljene na manjše politično-upravne enote, t. i. okrajna glavarstva. Med leti 1861 in 1918 je bila Kranjska razdeljena na enajst okrajnih glavarstev, katera je tvorilo 359 občin. Sedež deželnega glavarja se je nahajal v glavnem mestu. Središča posameznih glavarstev so bila v Kamniku, Kranju, Radovljici, Ljubljani, Logatcu, Postojni, Litiji, Krškem, Novem mestu, Črnomlju ter Kočevju. Glavarstva so bila razdeljena na 31 sodnijskih okrajev.

## Zgodovina in ureditev
Leta 1040 je Henrik III. Nemški od Vojvodine Koroške odcepil Kranjsko krajino (ozemlje Gorenjske ter Slovenske marke). Kljub temu je bila Kranjska preko personalne unije še vedno pod oblastjo koroških vojvod. Po smrti koroškega vojvode Henrika Goriškega, ki je bil brez moških potomcev, je cesar Ludvik IV. iz rodbine Wittelsbach Koroško in Kranjsko dodelil Albertu II. Habsburškemu, čigar mati Elizabeta Koroška je bila sestra Henrika Goriškega.
Albrehtov sin Rudolf IV. Ustanovitelj si je leta 1364 brez privolitve svetorimskega cesarja preko ponarejene listine Privilegium maius podelil naziv kranjskega vojvode. Rudolf je na Dolenjskem ustanovil mesto Novo Mesto, ki se je prvotno imenovalo Rudolfovo (nemško Rudolphswerth). Po njegovi smrti je zaradi sporov med njegovima mlajšima bratoma Albrehtom III. in Leopoldom Kranjska po Neuburški pogodbi leta 1379 postala del Notranje Avstrije s središčem v Gradcu in na čelu z Leopoldom, prednikom Leopoldinske veje Habsburžanov. Leta 1457 je bilo ozemlje Notranje Avstrije ponovno združeno z Nadvojvodino Avstrijo pod vladavino habsburškega cesarja Friderika III. S smrtjo Friderikovega potomca cesarja Ferdinanda I. je bila Kranjska ponovno ločena kot del Notranje Avstrije pod vladavino Ferdinandovega sina Karla II. Karlov sin Ferdinand II. je leta 1619 podedoval posestva vseh vej rodbine, Vojvodina Kranjska pa je bila od tedaj naprej stalni del Habsburške monarhije.
V poznem 15. stoletju je Kranjska kot dele zahodne širitve Habsburškega ozemlja pridobila nekaj novega ozemlja;  Idrija (pred tem del Furlanije), Devin ter dele Krasa, Kastav, Opatijo ter celinske Istre s središčem v Pazinu. Nominalno je imela tudi nadzor nad pristaniščem Reke, ki pa je de facto ostala avtonomno mesto; leta 1717 je postala neposredno podrejena cesarski oblasti, leta 1776 pa je prešla pod okrilje Ogrske. V 19. stoletju so bila pridobljena ozemlja vključena v Avstrijsko primorje, s tem pa je Kranjska dokončno izgubila dostop do morja.
S Schönbrunnsko pogodbo leta 1809 je Napoleon z združitvijo ozemelj Kranjske, Koroške, Hrvaške, Goriške in Gradiške ter Trsta ustanovil Ilirske province. Sklepna listina Dunajskega kongresa leta 1815 je ozemlje Ilirskih provinc vrnila Avstriji. Kranjska je tedaj predstavljala osrednji del novo ustanovljenega Ilirskega kraljestva, čigar glavno mesto je bila Ljubljana.
Po ukinitvi Ilirskega kraljestva leta 1849 je bila Vojvodina Kranjska ponovno uveljavljena z reskriptom 20. decembra 1860 ter cesarskim patentom 26. februarja 1861, ki je bil 21. decembra 1867 zakonodajno spremenjen, s čimer je Kranjska dobila deželni zbor kot svojo legislaturo za vse zakone, ki niso pridržani cesarskem svetu na Dunaju, kjer je Kranjsko zastopalo enajst delegatov od katerih so dva izvolili posestniki, tri mesta, trgovski in industrijski odbori, pet vasi ter enega petina kurije preko tajnega glasovanja. Volil je lahko vsak vpisan moški, star 24 let ali več. Legislaturo je sestavljal en dom z 37 člani med katerimi je bil po dolžnosti tudi knezoškof. Zakonodajni zbor je sklical cesar, predsedoval pa mu je cesarski in kraljevi deželni glavar (k. u. k. Landeshauptmann). Posestniki so volili deset članov, mesta osem, trgovski in industrijski odbori dva, vaške občine šestnajst. Poslovanje zbornice je bilo omejeno na zakonodajo o kmetijstvu, javnih in dobrodelnih ustanovah, občinski upravi, cerkvenih in šolskih zadevah, prevozu in stanovanju vojakov v vojni in na manevrih ter drugih lokalnih zadevah. Deželni proračun leta 1901 je znašal 3.573.280 kron (658.251,78 €).
Cesarsko-kraljevo vlado je zastopal deželni glavar, katerega je imenoval cesar, ter vlada v Ljubljani.
Leta 1918 je vojvodina propadla, njeno ozemlje pa je postalo del novo ustanovljene Države SHS ter kmalu zatem še Kraljevine SHS (od 1929 Jugoslavije). Zahodni del vojvodine je bil leta 1920 priključen Italiji. Leta 1945 je ponovno postal del Jugoslavije, vendar brez Bele Peči.

## Prebivalstvo
Velika večina prebivalstva je bila slovensko govoreča. Nemško govorečo manjšino so predstavljali lokalni plemiči ter rokodelci, ki so se na območje naselili kot meščani večjih mest. Okoli gorenjskih vasi Zgornje Sorice (Oberzarz), Spodnje Sorice (Unterzarz), Nemškega Rovta (Deutschgereuth) ter Bohinja, predvsem pa v Kočevju na Dolenjskem se je nahajalo več nemških jezikovnih otokov, kjer je kmečko prebivalstvo govorilo v nemškem kočevskem narečju južnobavarske skupine.
Leta 1846 je prebivalstvo Kranjske sestavljalo:
- 428,000 Slovencev
- 38,000 Nemcev

Leta 1910 je prebivalstvo Kranjske sestavljalo:
- 520,000 Slovencev
- 28,000 Nemcev

## Grb in zastava
Razvoj grba Kranjske sega v 12. stoletje, ko naj bi se na pečatu mejnega grofa Bertolda IV. prvič pojavi orel v vlogi simbola Kranjske. V obdobju Mejne grofije Kranjske naj bi se kot grb uveljavil srebrn orel na modrem polju, nekje ob času povzdiga v vojvodino pa se pojavi moder orel na srebrnem polju. Leta 1463 je cesar Friderik III. kranjskemu orlu dodal cesarsko krono, polje je spremenil na zlato, prav tako pa je srebrno barvo v prsni preponi zamenjal z zlato. Leta 1836 je avstrijski cesar Ferdinand I. ponovno uveljavil srebrno polje ter potrdil belo, modro in rdečo kot deželne barve.
Leta 1848 je bila belo-modro-rdeča barvna kombinacija, vzeta iz grba (polje, orel ter prepona) uradno sprejeta kot deželna zastava, ki je postala tudi slovenska narodna zastava.
Uporaba grba je bila opuščena ob propadu vojvodine leta 1918. Zatem se je grb pojavil na osebnem grbu kralja SHS, ne pa tudi v državnem grbu, kjer so Slovence predstavljale zvezde Celjskih z ilirskim polmescem. Stilizirano podobo grba je med leti 1943 in 1945 uporabljalo Slovensko domobranstvo.
Simboli Vojvodine Kranjske so imeli na državne simbole Republike Slovenije pomemben vpliv, ki je razviden iz tega, da grb in zastava vsebujeta enake barve kot grb Kranjske.